# Подзавалово
Подзавалово — село в Урицком районе Орловской области России. 
Административный центр  Подзаваловского сельского поселения в рамках организации местного самоуправления и административный центр  Подзаваловского сельсовета в рамках административно-территориального устройства.

## География
Расположено в 10 км к северо-западу от райцентра, посёлка городского типа Нарышкино, и в 29 км к западу от центра города Орёл.

## Население
| 2002 | 2010 |
| ---- | ---- |
| 430  | ↘412 |

Согласно результатам переписи 2002 года, в национальной структуре населения русские составляли 87 % от жителей.